# Rugby 7 na Letnich Igrzyskach Olimpijskich 2016 – kwalifikacje kobiet
Kwalifikacje do olimpijskiego turnieju rugby 7 kobiet 2016 miały na celu wyłonienie dwunastu żeńskich reprezentacji narodowych w rugby 7, które wystąpią w tym turnieju.
Wstępny zarys systemu kwalifikacji został ujawniony w marcu 2013 roku. Oficjalne jego ogłoszenie przez IRB nastąpiło na początku lutego 2014 roku po zatwierdzeniu przez Międzynarodowy Komitet Olimpijski. W turnieju olimpijskim wystąpi dwanaście zespołów. Udział zapewniony miała reprezentacja Brazylii jako przedstawiciele gospodarza igrzysk, zaś o pozostałe miejsca odbywają się zawody eliminacyjne. Cztery miejsca otrzymały czołowe drużyny World Rugby Women’s Sevens Series sezonu 2014/2015, sześć zwycięzcy turniejów eliminacyjnych w każdym z sześciu regionów podlegających IRB, a ostatnie triumfator światowego turnieju kwalifikacyjnego, w którym wystąpi szesnaście zespołów wyznaczonych według klucza geograficznego, które do tego czasu nie uzyskają awansu.
Zgodnie z pierwotnym planem regionalne turnieje odbywały się pomiędzy 1 czerwca a 31 grudnia 2015 roku, a ich dokładne terminy miały zostać potwierdzone do końca roku 2014. Gospodarze regionalnych zawodów i ich pełny terminarz zostały opublikowane 1 maja 2015 roku, jednocześnie ogłoszono, iż miejsce i termin turnieju ostatniej szansy zostaną sfinalizowane do końca roku 2015. Nastąpiło to w grudniu tegoż roku, a zawody zostały zaplanowane na 25–26 czerwca 2016 roku w Dublinie.

## Zakwalifikowane drużyny
| Kwalifikacja                                  | Data                          | Gospodarz          | Miejsca | Zakwalifikowani                                |
| --------------------------------------------- | ----------------------------- | ------------------ | ------- | ---------------------------------------------- |
| Gospodarz                                     | –                             | –                  | 1       | Brazylia                                       |
| World Rugby Women’s Sevens Series (2014/2015) | 4 grudnia 2014 – 23 maja 2015 |                    | 4       | Australia Kanada Nowa Zelandia Wielka Brytania |
| CONSUR Women’s Sevens 2015                    | 5–7 czerwca 2015              | Argentyna          | 1       | Kolumbia                                       |
| NACRA Women’s Sevens 2015                     | 13–14 czerwca 2015            | Stany Zjednoczone  | 1       | Stany Zjednoczone                              |
| Mistrzostwa Europy 2015                       | 13–21 czerwca 2015            | Rosja · Francja    | 1       | Francja                                        |
| Mistrzostwa Afryki 2015                       | 26–27 września 2015           | Południowa Afryka  | 1       | Kenia                                          |
| Azjatycki turniej kwalifikacyjny              | 7–29 listopada 2015           | Hongkong · Japonia | 1       | Japonia                                        |
| Mistrzostwa Oceanii 2015                      | 14–15 listopada 2015          | Nowa Zelandia      | 1       | Fidżi                                          |
| Światowy turniej kwalifikacyjny               | 25–26 czerwca 2016            | Irlandia           | 1       | Hiszpania                                      |
| Razem                                         |                               |                    | 12      |                                                |

## Kwalifikacje

### World Rugby Women’s Sevens Series (2014/2015)
Nowozelandki, po zwycięstwach w pierwszych czterech turniejach sezonu, jako pierwsze zapewniły sobie kwalifikację na igrzyska awansując do fazy pucharowej piątych zawodów. Pozostałe dwa miejsca na podium cyklu zajęły Kanadyjki i Australijki, które podzieliły między sobą zwycięstwa w dwóch pozostałych turniejach, zaś o ostatnie premiowane bezpośrednim awansem na igrzyska walczyły do końca reprezentacje USA i Anglii. W bezpośrednim pojedynku w ostatnim z turniejów lepsze okazały się Angielki, które tym samym zyskały kwalifikację dla Wielkiej Brytanii.

### Turnieje kontynentalne

#### Afryka
Afrykański turniej został zaplanowany do rozegrania w dziesięciozespołowej obsadzie w dniach 26–27 września 2015 roku w Południowej Afryce. W pierwszym dniu reprezentacje rywalizowały w ramach dwóch pięciozespołowych grup systemem kołowym, po czym nastąpiła faza pucharowa – dwie czołowe drużyny z każdej grupy walczyły o medale, po dwie kolejne w turnieju Plate, ostatnie w grupach zaś o miejsce dziewiąte. Turniej zdominowały reprezentantki RPA, a jedyne punkty straciły w spotkaniu finałowym. Uzyskały tym samym bezpośredni awans na igrzyska w Rio, pozostałych trzech półfinalistów – Kenia, Tunezja i Zimbabwe – otrzymało natomiast prawo do występu w światowym turnieju kwalifikacyjnym.  Pomimo kwalifikacji na igrzyska ostateczną decyzję o wysłaniu reprezentacji na te zawody miał podjąć South African Sports Confederation and Olympic Committee. Zdecydował on o odrzuceniu prawa do wysłania reprezentacji – motywując to niskim poziomem kontynentalnych kwalifikacji – toteż afrykańskie miejsce na LIO 2016 otrzymał zespół kenijski.

#### Ameryka Południowa
Południowoamerykański turniej został rozegrany w dniach 5–7 czerwca 2015 roku w argentyńskim mieście Santa Fe. W gronie ośmiu drużyn rywalizujących w ramach jednej grupy systemem kołowym najlepsze okazały się Kolumbijki, na podium otrzymując prawo do występu w światowym turnieju kwalifikacyjnym uplasowały się także Argentyna i Wenezuela, przewagę nad mającym tyle samo punktów Urugwajem zyskując jedynie lepszym bilansem punktów zdobytych i straconych.

#### Ameryka Północna
Północnoamerykański turniej został zaplanowany do rozegrania w dniach 13–14 czerwca 2015 roku w kompleksie WakeMed Soccer Park w amerykańskim mieście Cary. W ośmiozespołowych zawodach triumfowały reprezentantki USA zyskując bezpośredni awans do olimpijskiego turnieju, prawo gry w światowym turnieju kwalifikacyjnym otrzymały natomiast Kanada i Meksyk.

#### Azja
W obu zawodach miało wziąć udział osiem reprezentacji, w tym Uzbekistan, zwycięzca rozegranych w marcu kwalifikacji, ostatecznie przystąpiło do nich jednak sześć drużyn. W pierwszej fazie reprezentacje rywalizowały systemem kołowym w ramach jednej sześciozespołowej grupy, a dwie czołowe drużyny awansowały do finału. Pierwszy turniej został rozegrany 7–8 listopada 2015 roku na Hong Kong Stadium, drugi zaś w Tokio 28–29 listopada. W obu triumfowały Japonki, zyskały tym samym prawo udziału w olimpijskich zawodach, a do turnieju ostatniej szansy awans uzyskały Kazachstan, Hongkong i Chiny.

#### Europa
W dwurundowych mistrzostwach Europy tytuł i bezpośredni awans na igrzyska zdobyły reprezentantki Francji, prawo gry w światowym turnieju kwalifikacyjnym otrzymała natomiast Rosja. Pozostałych trzech europejskich uczestników turnieju barażowego wyłonił turniej repasażowy rozegrany 18–19 lipca 2015 roku w Portugalii. Okazały się nimi Hiszpanki, Irlandki i Portugalki.

#### Oceania
W rozegranym w Auckland turnieju wzięło udział pięć reprezentacji, które w pierwszej fazie rywalizowały systemem kołowym, a czołowa czwórka awansowała do półfinałów. Zwyciężyła faworyzowana reprezentacja Fidżi, która w całym turnieju nie straciła nawet punktu, a każdy pojedynek wygrała minimum czterdziestoma punktami. Do światowego turnieju kwalifikacyjnego awansowały Samoa i Wyspy Cooka.

### Światowy turniej kwalifikacyjny
W turnieju ostatniej szansy Rugby Europe przydzielono cztery miejsca, Rugby Africa i Asia Rugby przyznano po trzy, zaś NACRA, Oceania Rugby i Sudamérica Rugby przypadły po dwa, a stawką rozegranych w dniach 25–26 czerwca 2016 roku w Dublinie zawodów było jedno miejsce w olimpijskich zmaganiach. W turnieju triumfowały Hiszpanki pokonując w finale reprezentantki Rosji.